# مائدا کوساکو
مائدا کوساکو (جاپانی: まえだ こうさく) (انگلیسی: (Maeda Kosaku)) (۱ فوریه ۱۹۳۳ - ۱۱ اکتبر ۲۰۲۲) پژوهش‌گر فرهنگ‌های آسیای جنوب غربی و اهل ژاپن بود. او هم‌چنین مدیر مؤسسه مطالعات فرهنگی افغانستان و استاد افتخاری دانشگاه واکو (Wako University) بود.

## زندگینامه
مائدا کُوساکو  در سال ۱۹۳۳ (۱۳۱۲) در شهر کِمِیا (Kameyama)، استان میه (Mie)، جاپان به دنیا آمد. او در دانشکده فلسفه دانشگاه ناگویا (Nagoya University) تحصیل کرد و در رشته زیبایی‌شناسی و تاریخ هنر تخصص داشت. در سال ۱۹۵۷ (۱۳۳۶) از دانشکده ادبیات دانشگاه ناگویا فارغ‌التحصیل شد. در سال ۱۹۶۴ به عنوان یکی از اعضای گروه تحقیقاتی آکادمیک افغانستان در دانشگاه ناگویا، به بازدید از بامیان رفت و از آن زمان به تحقیق و کار میدانی در آسیای مرکزی و مناطق شرقی پرداخت.
مائدا در سال ۱۹۷۵، به‌عنوان استاد در دانشگاه واکو (Wako University) مشغول به تدریس شد. در مارس ۲۰۰۳ از دانشگاه واکو بازنشسته شد و به‌عنوان استاد افتخاری معرفی گردید. سپس مؤسسه تحقیقات فرهنگی افغانستان را تأسیس و آن را مدیریت کرد.
مائدا در تاریخ ۱۱ اکتبر ۲۰۲۲ (۱۹ میزان ۱۴۰۱) به دلیل ابتلا به سرطان کلیه راست درگذشت. مجموعه کتاب‌های او تحت عنوان «کتابخانه جاده ابریشم» (واقع در ناحیه ناکانو، توکیو) مدیریت می‌شود.

### فعالیت
- عضو کمیته هماهنگی بین‌المللی حفاظت از میراث فرهنگی افغانستان در یونسکو
- عضو هیئت مدیره موزه هنر جاده ابریشم هیرایاما ایکوفو
- عضو هیئت مدیره انجمن ژاپن و افغانستان
- عضو هیئت مدیره انجمن تبادل فرهنگی ژاپن و چین
- عضو هیئت مدیره موسسه آموزشی واکو گاکوئن
- عضو هیئت مشاوران موزه باستان‌شناسی دنیای باستان
- رئیس کمیته اجرایی آزمون جاده ابریشم

## شخصیت
تاکوچی یاسونا (جاپانی: 安仲卓二)، که با مائدا ارتباط داشت، در مورد شخصیت او گفته است: «او شخصیتی داشت که سخنوری و تفکر عمیق از ویژگی‌های بارز او بود و به طور کلی فردی آزاد بود. او از تصمیمات اقتدارگرایانه نفرت داشت و از اشتباهات یا انحرافات نمی‌ترسید، یک اندیشمند مرز‌شکن بود. او با دفترچه کوچکی در دست، به سمت نقاشی‌های دیواری می‌رفت، عکس‌هایی از آثار تاریخی و مناظر می‌گرفت یا از نردبان‌های بلند بالا می‌رفت و با کارکنان مرمت آثار گفت‌وگو می‌کرد. وقتی به یاد تصویر یک دانشمند می‌افتیم، به طور معمول تصویری از کسی که در آزمایشگاه بند شده، در ذهن‌مان می‌آید، اما مائدا همیشه در میانه میدان فعالیت می‌کرد. او در این زمینه شبیه به راهب بزرگ قرن هفتم، شوان‌زانگ (玄奘三蔵) بود که از چین به سرزمین‌های غربی برای جستجوی آموزه‌های دینی سفر کرد.». 

## جوایز و افتخارات
- مائدا در سال ۱۹۸۷، جایزه بیست و سومین دوره جوایز فرهنگی ترجمه و نشر ژاپن را برای نظارت بر ترجمه کتاب «واژه‌نامه‌ی نظام‌های هندواروپایی» اثر امیل بن‌وِنیست زبان‌شناس فرانسوی دریافت کرد.

## محتوا و دستاوردهای پژوهشی
- مائدا برای سال‌ها تحقیقات باستان‌شناسی و فرهنگی را در منطقه (باکتریا) انجام داد. از جولای ۲۰۰۳، او هم‌چنین در پروژه حفظ و مرمت آثار باستانی بامیان که طالبان خراب کرده بودند و با نظارت صندوق امانات یونسکوی جاپان اجرا می‌شد، شرکت کرد.

## کتاب‌ها

### ۱.『巨像の風景　インド古道に立つ大仏たち』
«چشم‌انداز غول‌پیکرها: بوداهای بزرگ بر جاده‌های هند»
ناشر: چوئو کورون شینشو (中公新書)، ۱۹۸۶
۲. 『バクトリア王国の興亡　ヘレニズムと仏教の交流の原点』
«ظهور و سقوط پادشاهی باختر: خاستگاه تبادلات هلنیستی و بودایی»
ناشران:
- دایسان بونمی شا (第三文明社) <رگولوس بونکو (レグルス文庫)>، ۱۹۹۲ (نسخهٔ الکترونیکی ۲۰۱۹).
- چیکوما گاکوگه‌ی بونکو (ちくま学芸文庫)، ۲۰۱۹

۳.『宗祖ゾロアスター』
- «پیامبر زرتشت: بنیانگذار آیین زرتشتی»
- ناشران:
  - چیکوما شینشو (ちくま新書)، ۱۹۹۷ (نسخهٔ الکترونیکی ۲۰۱۴).
  - چیکوما گاکوگه‌ی بونکو (ちくま学芸文庫)، ۲۰۰۳.

۴.『ディアナの森　ユーロアジア歴史紀行』
- «جنگل دیانا: سفرنامهٔ تاریخی اوراسیا»
- ناشر: سریکا شوبو (せりか書房)، ۱۹۹۸.

۵.『アフガニスタンの仏教遺跡バーミヤン』
- «محوطه‌های بودایی بامیان در افغانستان»
- ناشر: شوبونشا (晶文社)، ۲۰۰۲.

۶.『アジアの原像　歴史はヘロドトスとともに』
- «طرح نخستین آسیا: تاریخ در همراهی با هرودوت»
- ناشر: ان‌اچ‌کی شوپان کیوکای (日本放送出版協会) <ان‌اچ‌کی بوک‌کُس (NHKブックス)>، ۲۰۰۳.

۷.『玄奘三蔵、シルクロードを行く』
- «هیوان‌تسانگ: راهی جادهٔ ابریشم»
- ناشر: ایوانامی شینشو (岩波新書)، ۲۰۱۰.

۸.『アフガニスタンを想う　往還半世紀』
- «اندیشیدن به افغانستان: پنجاه سال رفت‌وآمد»
- ناشر: آکاشی شوتن (明石書店)، ۲۰۱۰.

۹.『パラムナード　知の痕跡を求めて』
- «پارامناد: در جستجوی ردپای دانش»
- ناشر: سریکا شوبو (せりか書房)، ۲۰۱۴.

### نویسنده همکار
۱.『世界美術大全集東洋編 第15巻 中央アジア』
- *«مجموعه‌ی کامل هنر جهانی - بخش شرق، جلد 15: آسیای مرکزی»*
- ویراستار مشترک: کنتسوکو تانابه (田辺勝美)
- ناشر: شوگاکان (小学館)، 1999

۲.『アフガニスタン史』
- «تاریخ افغانستان»
- نویسنده‌ی مشترک: ساتوشی یامانه (山根聡)
- ناشر: کاوادشوبو شینشا (河出書房新社)، 2002 (چاپ جدید 2021)

۳.『写真集 バーミヤーン遺跡』
- «آلبوم عکس: محوطه‌ی باستانی بامیان»
- عکاس: تاکاشی اچیزن (越前隆)
- ناشر: ماینیچی شیمبونشا (毎日新聞社)، 2002

۴.『NHKスペシャル文明の道 第2巻 ヘレニズムと仏教』
- «راه تمدن (ان‌اچ‌کی ویژه)، جلد 2: هلنیسم و بودیسم»
- ناشر: ان‌اچ‌کی شوپان کیوکای (日本放送出版協会)، 2003

۵.『日本・アフガニスタン関係全史』
- «تاریخ کامل روابط ژاپن و افغانستان»
- سرپرست تدوین: ماسائو سکی (関根正男)
- ناشر: آکاشی شوتن (明石書店)، 2006

۶.『アフガニスタンを知るための70章』
- «۷۰ فصل برای شناخت افغانستان»
- ویراستار مشترک: کازویا یامااوچی (山内和也)
- ناشر: آکاشی شوتن (明石書店)، سری مطالعات منطقه‌ای (エリア・スタディーズ)، 2021

۷.『みろくへの道』
- «راه میروکو (مایتریا)»
- نویسندگان: تاکاشی اینوئه (井上隆史) و دیگران
- ناشر: کمیته‌ی اجرایی صندوق تبادلات فرهنگی اوراسیا دانشگاه هنرهای توکیو (東京藝術大学ユーラシア文化交流基金実行委員会)، 2023

### ترجمه‌ها
۱. گاستون باشلار، 『火の精神分析』
- روان‌کاوی آتش
- ناشر: Serika Shobō (せりか書房)
- چاپ‌ها:
  - 1969 (چاپ اول)
  - 1974 (چاپ جدید)
  - 1999 (ویرایش ترجمه)

۲. میرچا الیاده، 『イメージとシンボル』
- تصویر و نماد
- ناشر: Serika Shobō (せりか書房)
- چاپ‌ها:
  - 1971 (چاپ اول)
  - 1974 (مجموعه آثار، جلد 4)
  - 1994 (چاپ جدید)

۳. میرچا الیاده، 『宗教の歴史と意味』
- تاریخ و معنای دین
- ناشر: Serika Shobō (せりか書房)
- چاپ: 1973 (مجموعه آثار، جلد 8)

۴. レンブラント 夜警 アムステルダム国立美術館』
- رامبراند: نگهبان شب (موزه ملی آمستردام)
- نویسنده: Horst K. Helson
- مجموعه: شاهکارهای نقاشی (巨匠の名画)
- ناشر: Bijutsu Shuppansha (美術出版社)، 1975

۵. امیل بنونیست و ژرارد نیولی، 『ゾロアスター教論考』
- عنوان: مطالعاتی در آیین زرتشت
- سری: کتابخانه شرقی (東洋文庫)
- ناشر: Heibonsha (平凡社)
- چاپ‌ها:
  - 1996 (چاپ اول)
  - 2009 (نسخه گسترده)

۶.『デュメジル・コレクション』
- مجموعه دومزیل
- ویراستار: Shizuka Maruyama (丸山静)
- سری: کتابخانه علوم انسانی (ちくま学芸文庫)
- جلدها: 4 جلد، 2001

۷. ویلم فوگلسانگ، 『アフガニスタンの歴史と文化』
- تاریخ و فرهنگ افغانستان
- مترجمان: Kazuya Yamauchi (山内和也) و دیگران
- ناشر: Akashi Shoten (明石書店)، 2005

۸. ژاک لو گوف، 『子どもたちに語るヨーロッパ、子どもたちに語る中世』
- عنوان: اروپا برای کودکان، قرون وسطی برای کودکان
- مترجم: Mari Kawasaki (川崎万里)
- سری: کتابخانه علوم انسانی (ちくま学芸文庫)، 2009

### تک‌نگاری
۱. شیراتوری ماسائو (白鳥正夫)
- 白鳥正夫「第4章 バーミヤン遺跡の継続調査―前田耕作・アフガニスタン往還半世紀」
- «فصل چهارم: پژوهش‌های مستمر در محوطه باستانی بامیان - کودو مائدا و پنج دهه رفت‌وآمد به افغانستان»
- از کتاب 『シルクロードの現代日本人列伝』
- «روایت زندگی ژاپنی‌های معاصر در جاده ابریشم»
- ناشر: سانگوکان (三五館)، سال انتشار: 2014

۲. کیوکا اوی (清岡央) (به‌عنوان مصاحبه‌گر و ویراستار)
- 清岡央 聞き手・編「第1章 アフガニスタン バーミヤン遺跡―人間の事象はすべて文化の内に」
- «فصل اول: افغانستان - محوطه باستانی بامیان؛ همه پدیده‌های انسانی در بستر فرهنگ معنا می‌یابند»
- از کتاب オリエント古代の探求―日本人研究者が行く最前線』
- «کاوش در خاور باستان - پژوهشگران ژاپنی در خط مقدم»
- ناشر: چوئوکورون شینشو (中央公論新社)، سال انتشار: 2021

## پاورقی
1. ↑  "日本ウズベキスタン協会：協会の活動状況・会員からの寄稿". 日本ウズベキスタン協会. Retrieved 2013-10-27. {{cite web}}: Text "和書" ignored (help)
2. ↑  "前田耕作さん死去　89歳、アフガン遺跡研究". 読売新聞. 2022-10-14. Retrieved 2022-10-14.